# Caymanöarna i olympiska spelen
Caymanöarna medverkade i olympiska spelen första gången 1976 i Montréal och de har sedan dess deltagit i alla olympiska sommarspel förutom 1980. De debuterade i de olympiska vinterspelen 2010 i Vancouver. De har ännu inte (2020) vunnit någon medalj.